# 민동욱

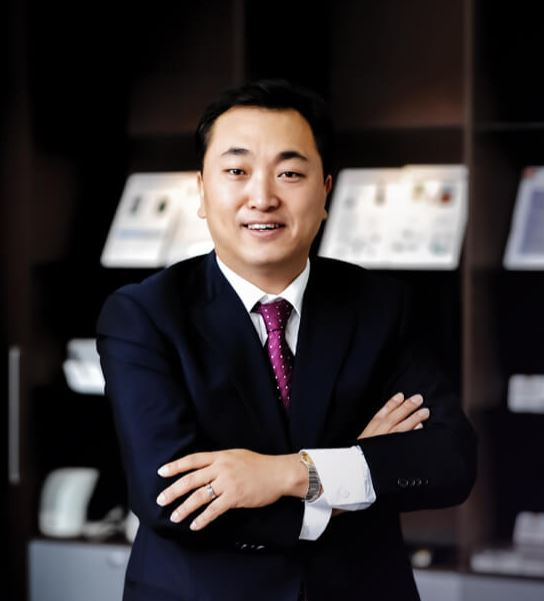
민동욱
----
- 출생 1970년 대한민국 서울특별시
----
- 직업 기업인
----
- 소속 엠씨넥스(대표이사)

민동욱(1970년~ )은 대한민국의 기업인이다. 2004년 설립하여  2012년 7월 25일 기업공개를 통해 코스닥시장에 주권을 상장했으며, 2021년 7월 6일 유가증권시장으로 이전 상장한 '주식회사 엠씨넥스' 대표이사이다. 

## 학력
- 고려고등학교
- 동국대학교 전기공학 학사 (1998년)

## 경력
- 1997~2001 - 현대전자 휴대폰 개발 주임 연구원
- 2001~2004 - 팬택앤큐리텔 선임연구원
- 2005~       - 엠씨넥스 대표이사
- 2013.3~     - 동국대학교 산업기술연구원 겸임교수
- 2014.9        - 한국산업단지공단 글로벌 선도기업 리더스클럽 회장
- 2017.12~   - 글로벌선도기업협회 회장
- 2020.2~     - 산업통상자원부 중견기업 정책위원회 위원
- 2021.5~     - 제31대 한국무역협회 이사
- 2023.01~   - 한국중견기업연합회 이사

## 수상
• 2020 - 제57회 무역의 날 사억불 수출의 탑
• 2020 - 제54회 납세자의 날 모범납세자 부문 기획재정부장관 표창
• 2017 - 소재부품기술상 산업포장
• 2015 - 일자리창출지원 우수기업 대통령 표창
• 2015 - 제52회 무역의 날 삼억불 수출의 탑
• 2015 - EY Entrepreneur Of The Year Rising star
• 2015 - 지방세 성실납부 서울특별시장 표창
• 2015 - 고용노동부 2014년도 고용창출 100대 우수기업 (엠씨넥스)
• 2014 - 제51회 무역의 날 이억불 수출의 탑 수상
• 2011 - 제1기 월드클래스 300
• 2011 - 제48회 무역의 날 일억불 수출의 탑 수상
• 2009 - 제21회 한국을 빛낸 이달의 무역인상
• 2009 - 대한민국창업대전 대통령 표창
• 2009 - 제46회 무역의 날 오천만불 수출의 탑 수상
• 2009 - 지식경제부장관 표창
• 2006 - 전자의날 대통령 표창